# Beade
|  | Per a altres significats, vegeu «Beade (desambiguació)». |

Beade és un municipi de la província d'Ourense a Galícia. Pertany a la Comarca do Ribeiro.
| 1.738 | 1.225 | 1.250 | 1.204 | 578 |
| Fonts: INE i IGE (Els criteris de registre censal variaren i les dades de l'INE i de l'IGE poden no coincidir.) |       |       |       |     |

## Parròquies
- Beade (Santa María)
- As Regadas (San Amaro)